# Кодзики
«Ко́дзики» (яп. 古事記 кодзики, фурукотофуми, фурукотобуми, «Записи о деяниях древности») — крупнейший памятник древнеяпонской литературы, один из первых письменных памятников, основная священная книга синтоистского троекнижия, включающего в себя, помимо «Кодзики», «Нихонги» («Анналы Японии») и сгоревшие во время пожара в 645 году «Кудзики» («Записи о минувших делах»).

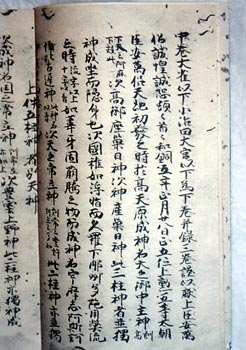
Кодзики, манускрипт

Написан на китайском языке, со значительной примесью японских элементов (по другому мнению — не на китайском, а на японском письменно-литературном языке периода его становления).
Трудно однозначно определить жанр этого произведения, представляющего собой пример синкретизма древней литературы. Это и свод мифов и легенд, и собрание древних песен, и историческая хроника.
Согласно предисловию, японский сказитель Хиэда-но Арэ истолковал, а придворный О-но Ясумаро записал мифологический и героический эпос своего народа, пронизав его идеей непрерывности и божественного происхождения императорского рода. Работа над «Кодзики» была завершена в 712 году — в годы правления императрицы Гэммэй.
Авторский список «Кодзики» не дошёл до наших дней. Старейшим и наиболее полным вариантом из полностью сохранившихся списков всех свитков «Кодзики» является так называемая «Книга из Симпукудзи», получившая своё название в честь храма Симпукудзи в Нагое, где она хранится. Создание этого варианта монахом Кэнъю относят к 1371—1372 годах.

## Текстология памятника
«Кодзики» состоит из трех свитков. Наибольший интерес представляет первый свиток, который содержит основной цикл мифов, сказаний и вставленных в них стихотворений-песен: от космогонического мифа о возникновении Вселенной до мифов о богах-прародителях и перипетиях их взаимоотношений, о сотворении Земли — страны Ямато. Здесь же помещены цикл о героических подвигах божественных предков и героев, а также повествования о деятельности их божественных потомков на Земле, здесь же говорится о появлении на свет отца легендарного вождя японского племени Ямато Камуямато Иварэ-хико (посмертное имя Дзимму), считающегося первым императором Японии.
Второй свиток интересен прежде всего своими фольклорными материалами. Мифы постепенно переходят сначала в легендарную, а затем и реальную историю: от исторического предания о походе Камуямато Иварэ-хико до рассказа о конце правления вождя союза японских племен Хомуда-вакэ (посмертное имя Одзин) (начало V века).
Меньший интерес по сравнению с другими представляет третий свиток, в котором в сжатой форме излагаются главным образом сведения о правящей династии и некоторые исторические события, охватывающие период по 628 года.
Действие мифов, содержащихся в первом свитке, происходит на Равнине Высокого Неба — в обители богов, в стране Мрака — в преисподней, и на земле, именуемой Тростниковой Равниной. Центральным считается миф о рождении богини солнца Аматэрасу и удалении её в Небесный грот, отчего цикл получил название Солнечного. Широко известны также помещённые в «Кодзики» сказания о бесстрашном богатыре Яматотакэру, жившем, согласно традиционной хронологии, на рубеже I и II веков н. э.
Сказания представляют собой несомненно более древний пласт японской словесности, нежели мифы. Расположение их в памятнике после мифов имело целью показать божественное происхождение страны и земных властителей, их преемственную связь с небесными богами. Героические сказания проникнуты идеей создания единого централизованного государства. Сказания более, нежели мифы, связаны с реальной действительностью, с бытом. Весьма существенно, что они отразили действительные исторические события: завоевательные походы древних с целью покорения иноплеменников, борьбу могущественной группы племени Ямато с другими кланами и с аборигенами за утверждение на Японских островах племенного вождя — тэнно.
Сказания группируются вокруг нескольких районов. Существовали три центра, а следовательно, три различные группы племён, в разное время, разными путями пришедшие на Японские острова и обосновавшиеся на них. Это земля Идзумо (на западе острова Хонсю), земля Химука (видимо, по имени правительницы Химико страны Яматай в южной части острова Кюсю) и земля Ямато (побережье центральной части Хонсю).
Большое место отводится в «Кодзики» и жизнеописаниям императоров-тэнно, относящимся уже ко времени, когда межплеменная борьба закончилась и образовалось государство. В сказания включались многочисленные стихи: пятистишия — танка и «длинные песни» — нагаута.
Значение «Кодзики» в истории японской культуры было осознано не сразу. В течение более пятисот лет после его создания предпочтение отдавалось памятнику официальной японской историографии «Нихонги» (720 г.), написанному в духе китайских хроник, который благодаря авторитету классической китайской культуры и языка рассматривался как канонический.

## Издания
- Кодзики : Записи о деяниях древности / Пер., коммент. Е. М. Пинус, Л. М. Ермаковой, А. Н. Мещерякова. — СПб. : ШАР, 1994. — (Литературные памятники древней Японии. I)
  - [Т. 1] : Свиток 1-й. Мифы / Пер., коммент. Е. М. Пинус. — 1994. — 320 с. — ISBN 5-7192-0003-7.
  - [Т. 2] : Свитки 2-й и 3-й / Пер., предисл. и коммент. Л. М. Ермаковой, А. Н. Мещерякова. — 1994. — 256 с. — ISBN 5-7192-0006-1.